# Convair 880
Convair 880 var ett 4-motorigt jetflygplan utvecklat i USA av Convair på 1950-talet och satt i trafik 1959. Det var mindre inuti kabinen än sina konkurrenter Boeing 707 och DC-8 och var därmed snabbare, ett problem med att vara snabbare under denna tidsepok var begränsningar inom flygledning vilket ledde till att inte kunde använda sin konkurrensfördel på ett bra sätt, dessutom tillverkade Boeing en specialvariant som hette Boeing 720 av sin B707 för att möta konkurrensen i prestanda och storlek. Convair 880 utvecklades enligt önskemål av Howard Hughes som då ägde Trans World Airlines och tillverkades i 65 exemplar fram till 1962. En efterföljare som heter Convair 990 tillverkades under 1960-talet och var en förlängd version av Convair 880. Den såldes i ännu färre exemplar, nämligen 37. Båda dessa flygplansmodeller var ett ekonomiskt fiasko.
Flygplanstypen var olycksdrabbad och 8 dödsolyckor inträffade under planets livstid.

## Flygbolag som flög Convair-880

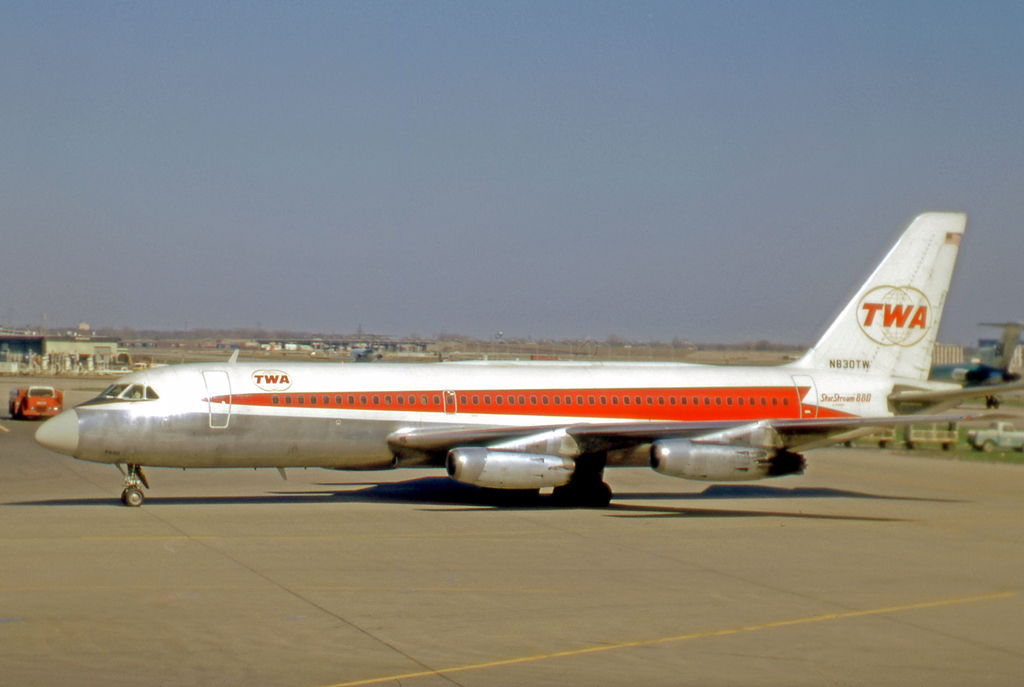
En Convair CV-880 tillhörande Trans World Airlines (TWA), Chicago O'Hare 1971

- Alaska Airlines
- American Jet Industries
- Cathay Pacific
- Civil Air Transport
- Delta Air Lines
- Elvis Presley Enterprises
- Fair Air
- Federal Aviation Authority
- Four Winds Inc
- Freelandia Travel Club
- Inair Panama (leased)
- Indy Air
- Japan Airlines (JAL)
- LANICA
- Northeast
- Orient Pacific Airways
- SERCA Costa Rica
- Trans World Airlines (TWA)
- Swissair
- VIASA